# Чижмарь Юрій Васильович
Юрій Васильович Чижмарь (нар. 27 жовтня 1974, м. Ужгород, Закарпатська область) — український правник, громадсько-політичний діяч. Доктор юридичних наук (2016). Депутат Ужгородської міської ради IV і V скликань (2002, 2006). Депутат Тернопільської обласної ради V скликання, обраної на позачергових виборах 2009 року. Державний службовець I рангу (2007). Народний депутат України 8-го скликання.

## Біографія
Закінчив юридичний факультет Ужгородського національного університету (1996), Інститут міжнародних відносин Київського національного університету (2003).
Викладач, доцент кафедри цивільного права і процесу Ужгородського національного університету (1996 — 2004); заступник начальника Тернопільського обласного управління юстиції — начальник відділу нотаріату (липень 2004 — березень 2005); у Закарпатській ОДА: радник голови ОДА, начальник управління майна (березень — серпень 2005), в.о. керівника апарату Закарпатської ОДА (серпень 2005 — квітень 2006).
Працював у Міністерстві України з питань надзвичайних ситуацій та у справах захисту населення від наслідків ЧАЕС (квітень — вересень 2006); керівник служби глави Секретаріату Президента України (вересень 2006 — жовтень 2007).
Від 22 жовтня — в.о., від 1 листопада 2007 — до 6 квітня 2010 голова Тернопільської обласної державної адміністрації.
Член Комітету Верховної Ради з питань паливно-енергетичного комплексу, ядерної політики та ядерної безпеки.
Нагороджений орденом «За Заслуги» III ступеня (січень 2009 року).